# Big Boi
Antwan Patton, lepiej znany jako Big Boi (ur. 1 lutego 1975 r. w Savannah) – amerykański raper oraz producent muzyczny wywodzący się z Atlanty. Big Boi wraz z Andre 3000 (André Benjamin) tworzą duet hip-hopowy Outkast.

## Życiorys
Patton urodził się w Savannah. Wychowywał się w wielodzietnej rodzinie w małym domku w Savannah. Jako nastolatek przeniósł się do ciotki René do Atlanty, gdzie zaczął uczyć się w Tri-Cities High School. W szkole poznał swojego przyszłego partnera – André Benjamina. Połączyła ich wspólna pasja – rapowanie – co zaowocowało założeniem zespołu. Duet nazwał się Outkast.
W ciągu 12 lat działalności Outkast wydali 6 albumów, a w produkcji są dwa kolejne. Największą sławę André, jak i całemu zespołowi, przyniósł wydany w 2003 roku dwupłytowy album Speakerboxxx/The Love Below.
Big Boi jest członkiem rodziny muzyków zwanej Dungeon Family. W 2005 roku Patton założył własną wytwórnię Purple Ribbon, która powiązana będzie z dystrybutorem Atlanta Records. Nakładem wytwórni ukażą się wkrótce albumy takich artystów jak Killer Mike (Ghetto Extraordinary) czy Bubba Sparxxx (The Charm). Dotychczasowymi produkcjami Purple Ribbon są dwa mixtape'y zatytułowane Got That Purp? oraz singel Kryptonite (I'm On It).
Supportował Christinę Aguilerę podczas trasy koncertowej The Liberation Tour.

## Dyskografia
- Sir Luscious Left Foot: Son Of Chico Dusty (6 lipca, 2010)[2]
- Vicious Lies and Dangerous Rumors (11 grudnia, 2012)[3]